# 公若藐
公若藐（？—前500年），姬姓，是叔孙氏的族人，叔孙武叔时担任郈宰。
当初叔孙成子想要立叔孙武叔为继承人，公若藐认为不可，坚决地劝谏，但叔孙成子还是立了叔孙武叔。叔孙成子死后，叔孙氏的家臣公南派坏人用箭暗算公若藐，没有成功。公南当了叔孙氏的马正，就让公若藐担任郈宰。叔孙武叔在大局已定后，派郈的马正侯犯谋杀公若藐，没有能办到。叔孙武叔的管马人与叔孙武叔商定了杀死公若藐的方法。管马人着剑经过朝廷，公若问这剑是谁的。管马人告诉他这剑是叔孙武叔的。公若要细看这剑，管马人假装不懂礼节而把剑尖递给他。公若说：“你要把我当吴王吗？”管马人就杀死了公若。不久后侯犯带领郈人叛变了叔孙氏。